# メイシーズ・サンクスギヴィング・デイ・パレード

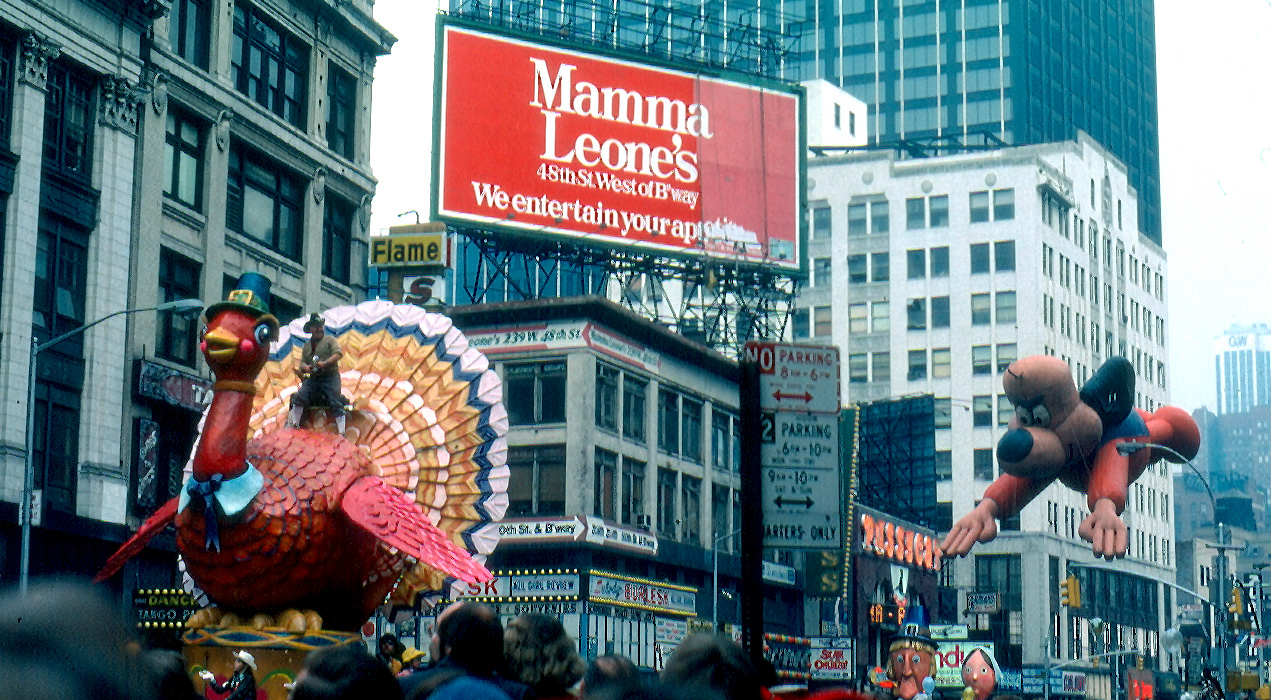
1979年のパレードの様子

メイシーズ・サンクスギヴィング・デイ・パレード（またはメイシーズ・デイ・パレード、英語：Macy's Thanksgiving Day Parade (Macy's Day Parade)) は、アメリカ合衆国のチェーンストアメイシーズ主催で毎年行なわれるパレード。フィラデルフィアの6abc・ダンキンドーナツ・サンクスギヴィング・デイ・パレードより4年遅く、デトロイトのアメリカズ・サンクスギヴィング・パレードと同じ1924年に開始され、全米で2番目に古くから行なわれているサンクスギヴィング・パレードである。感謝祭(サンクスギヴィング・デイ)の東部標準時午前9時から3時間、ニューヨーク市で行なわれる。

## 歴史
1920年代、メイシーズ百貨店の従業員の多くは移民一世であった。新しいアメリカ文化を誇るため、彼らの両親の愛したヨーロッパの形式の祭でアメリカの感謝祭のパレードを行ないたかった。
1924年、パレード(当初はメイシーズ・クリスマス・パレード、後にメイシーズ・サンクスギヴィング・デイ・クリスマス・パレードとなった)は店舗のステージで行なわれた。従業員とプロのエンターテイナーは鮮やかな衣装でハーレムの145番街から34番街のメイシーズの旗艦店まで行進した。フロート車、プロのバンド、セントラル・パーク動物園から貸し出された動物などが出演した。今では毎回恒例となっているが、第1回パレードの終盤にサンタクロースがヘラルド・スクエアに迎え入れた。第1回パレードでは、ジョリー・オールド・エルフが34番街のメイシーズの店舗の入り口にあるバルコニーで『子供の王様』として『戴冠』された。パレードは成功し、25万人以上の観客を集め、毎年行なわれるイベントとなった。
アンソニー・フレデリック・サーグ(トニー)(en:Tony Sarg)は若い頃から操り人形を仕事にすることを夢見ていた。ロンドンへ転居後に操り人形の仕事を始め、ニューヨーク市へ転居後は人形で路上パフォーマンスを行なっていた。メイシーズはサーグの才能を聞きつけ、パレードのディスプレイのデザインを依頼。サーグはオハイオ州アクロンのグッドイヤー・タイヤ・アンド・ラバー・カンパニープロデュースで大きな動物型のバルーンを作ったが、1927年には生きた動物に取って代わられ、フィリックス・ザ・キャットのバルーンが初登場。この時フィリックスには空気が入っていたが、翌年ヘリウムが使われ、他のバルーンにもヘリウム使用が広がっていった。
1928年のパレードの終盤、バルーンが不意に爆発し、空に放たれた。翌年、安全弁を使用し、また数日浮かんでいられるように再デザインされた。バルーンには住所が縫い付けられ、どこかに飛んだバルーンを見つけてその住所に送るとメイシーズからプレゼントが貰えた。
1930年代、パレードの規模は徐々に拡大し、1933年には観客は100万人を越えた。1934年、ミッキーマウスのバルーンが初登場。ニューヨークのローカル・ラジオ局で1932年から1941年まで放送され一時中断し、また1945年から1951年まで放送された。
1942年から1944年、パレードはゴムやヘリウムが必要な第二次世界大戦のため一時中断した。1945年に再開され、パレードの行程は2008年まで変わらなかった。1946年の実際のパレードを使用して撮影された1947年の映画『三十四丁目の奇蹟』により、このパレードはアメリカの文化において確固たる地位を築いた。1948年、全米に初テレビ放送。これを機に『メイシーズ・デイ・パレード』という呼称が広がった。
1984年からサウスダコタ州スーフォールズのレイヴン・インダストリーズにより製造されている。
メイシーズはまたニューヨークでのパレードの2日後、ペンシルベニア州ピッツバーグのより小さいセレブレイト・ザ・シーズンズ・パレードの後援もしている。アメリカの他の地域でも感謝祭のパレードを実施している所もあるが、それはメイシーズ後援ではない。全米最古の感謝祭パレード(当時のギンベルズ・パレード、現在の6abc・ダンキンドーナツ)は1920年フィラデルフィアで行なわれた。その他のパレードはイリノイ州シカゴのマクドナルド・サンクスギヴィング・パレードの他、マサチューセッツ州プリマス、ワシントン州シアトル、テキサス州ヒューストン、ミシガン州デトロイト、アリゾナ州ファウンテン・ヒルズでも行なわれている。またアメリカ国内のディズニーの2箇所のテーマパークでも行なわれている。ニューヨーク都市圏から30マイル (48 km)のコネチカット州スタンフォードでもUBSのバルーン・パレードが行なわれている。このパレードは感謝祭前の日曜日に行なわれるためメイシーズのパレードとは競合しない上に、通常はキャラクターが被ることはない。
古いタイプのロゴは2005年まで使用された。2006年は特別なロゴが使用された。それ以降毎年新しいロゴが使用されるようになった。しかしロゴを目にする機会は少なく、テレビ中継をしているNBCは筆記体の『Macy's』と太字の『Thanksgiving Day Parade』の独自のロゴを使用しているため公式ロゴは使用されない。公式ロゴは特別観覧席のチケットやスタッフのIDバッジなど、メイシーズのみが使用できる。スタッフが着るジャケットはまだ古いロゴが使われ、ロゴを見つける可能性があるとしたらこれのみである。
2006年、事故やバルーン関連の怪我の防止のため新しい安全基準が設けられた。バルーンが制御不能になりかねない危険な状態かどうかを運営側が判断するための風力測定器を導入する。また、風が強い場合はバルーンを地面に近づけるようにするため、運営側は風力の測定をする。気象予報で風速34マイル (55 km)より高い場合は全てのバルーンを撤去する。
2007年、『パペットリー・インターナショナル』が発行され、バルーン操縦者になるためにはどうするかということが書かれている。

## 登場バルーン
パレードのバルーンは3種類に分類できる。1つ目、そして最古のタイプは市販の風船、パフォーマーが頭上に持つのにちょうどいい小さい風船。2つ目、そして有名なタイプは大きなサイズのバルーンで、多くが肖像権や著作権があるキャラクター。3つ目、そして新しいタイプは現代アートをバルーンで表現する『ブルー・スカイ・ギャラリー』である。
以下に示すバルーンのリストにはキャラクターが最初に登場した年に記載する。BSGはブルー・スカイ・ギャラリーの出展者である。
- 2012: ハローキティ (第2版), パパ・スマーフ, 棚の上のエルフ, カウズ作『Companion 』BSG [12]
- 2011: ソニック・ザ・ヘッジホッグ (第2版), ポール・フランク作『ソック・モンキー・ジュリアス』、ティム・バートン作『B 』BSG
- 2010: グレッグ・ヘフリー, ポー, ヴァージニア・オハンロン, 村上隆作『Kaikai and Kiki 』BSG
- 2009: ピルスベリー・ドゥボーイ, セーラー・ミッキーマウス (第4版), ロナルド・マクドナルド (第3版), スパイダーマン (第2版)[13]
- 2008: ホートン, バズ・ライトイヤー, スマーフ, キース・ヘリング作『Figure with Heart 』BSG
- 2007: シュレック, ハローキティ, アビー・カダビー, ジェフ・クーンズ作『Rabbit 』BSG
- 2006: ピカチュウ with モンスターボール (第2版), エナジャイザー・バニー, エース・パイロット・スヌーピー (第6版)
- 2005: ドーラといっしょに大冒険, スクービー・ドゥー, Healthy Mr.ポテトヘッド, ジョジョ, トム・オッターネス作『ハンプティ・ダンプティ』BSG
- 2004: スポンジ・ボブ, M&M's, チキン・リトル
- 2003: (Strike up the Band)バーニー (第2版), スーパー・グローバー, ガーフィールド (第2版)
- 2002: カーミット (第2版), リトル・ビル, 金持ちおじさんペニーバッグス, チャーリー・ブラウン
- 2001: ひとまねこざる, ビッグ・バード (第2版), ジミー・ニュートロン, ピカチュウ, チーズサウルス・レックス,
- 2000: バンドリーダー・ミッキーマウス(第3版), ロナルド・マクドナルド(第2版), ジーヴズ, カッシー
- 1999: ミレニアム・スヌーピー (第5版), ハニー・ナッツ・チェリオ・ビー, ブルーズ・クルーズ, ペチュニア・ピッグ
- 1998: ベイブ, かいじゅう, デクスター
- 1997: アーサー・リード, トミー・ピクルス, チャッキー・フィンスター, スパイク, Bumpé
- 1996: ロッキー & ブルウィンクル (第2版), ピーターラビット
- 1995: ダドリー・ザ・ドラゴン, スカイ・ダンサー, イーベン・ベア
- 1994: バーニー, ハットしてキャット.
- 1993: ベートーベン(犬), レックス, ソニック・ザ・ヘッジホッグ (パレード史上初のゲーム・キャラクター), イジー
- 1992: サンタ・グーフィー
- 1991: ババール
- 1990: おおきいあかい クリフォード, バート・シンプソン
- 1989: バッグス・バニー
- 1988: ビッグ・バード, ピンク・パンサー, スヌーピー (第4版) with ウッドストック, ネスクイック・バニー
- 1987: スパイダーマン,[13] ロナルド・マクドナルド, ファーファ, スケーティング・スヌーピー (第3版), アイスクリーム・コーン・ノヴェルティ
- 1986: ベイビー・シャミュ, ハンプティ・ダンプティ
- 1985: ベティ・ブープ, オーナメント・ノヴェルティ
- 1984: ガーフィールド, ラガディ・アン
- 1983: ヨギ・ベア
- 1982: オリーブ・オイル with スウィーピー (パレード史上初の女性キャラクター), ウッディー・ウッドペッカー,
- 1980: スーパーマン (第3版, パレード最大のバルーン)
- 1977: カーミット
- 1975: ウィーブル
- 1972: スマイリーフェイス , ミッキーマウス (第2版), 宇宙飛行士スヌーピー (第2版, アポロ11号へのトリビュート)
- 1968: エース・パイロット・スヌーピー
- 1966: スモーキー・ベア, スーパーマン (第2版)
- 1965: ウルトラわんちゃん
- 1964: ずっこけライオン
- 1963: シンクレア・オイル恐竜, エルシー
- 1962: ドナルドダック
- 1961: ブルウィンクル・J・ムース
- 1960: ハッピー・ドラゴン
- 1957: ポパイ
- 1954: スペースマン
- 1951: ラッキー・パップ, マイティ・マウス, フライング・フィッシュ
- 1950: フレイダ
- 1949: おもちゃの兵隊
- 1948: 消防士ハロルド (第4版)
- 1947: 海賊アーティ, 警察官ハロルド (第3版); キット, チャーリーとC・J・エルフのノーム達
- 1946: 野球選手ハロルド (第2版)
- 1945: 道化師ハロルド (第1版)
- 1940: エディ・カンター, 実在の人物のバルーン2つのうちの1つ[14] ブリキの木こり
- 1939: スーパーマン
- 1938: アンクル・サム
- 1937: ドラゴン
- 1935: マルクス兄弟 (ゼッポ・マルクス没後)
- 1934: ミッキーマウス
- 1931: ママ, パパ and ベイビー
- 1927: フィリックス・ザ・キャット

### ファルーンおよびバルニクル
『ファルーン』(F)は『フロート』と『バルーン』のかばん語でフロート車にバルーンが乗っている。
『バルニクル』(B)は『バルーン』と『ヴィークル(車)』のかばん語でバルーン自体が車になっている。
- 2011: アフラックダック
- 2010: クール・エイド・マン (B)
- 2008: スマーフのマッシュルーム・ハウス (F), ボルト (F)
- 2006: エナジャイザー・バニー (B)
- 2005: スノーボ (B); ハイ!ハイ! パフィー・アミユミ (F)
- 2004: ウィーブル (B) - (3) ティビー, トゥーイ, バンパス; ドラマー・ボーイ - ホリデイ・ビート (F)
- 2003: パーシー & ザ・P・バード (F)
- 2001: スノー・グローブ (F)
- 2000: グリーン・ドッグ (F)
- 1999: バビー (F)
- 1998: ハイムリック (F)
- 1997: グリンチ (F), Jello (F), ルドルフ (F)
- 1996: スノー・ファミリー (F)
- 1991: ハンプティ・ダンプティ (F)

## 登場フロート
- 2015: スピリット・オブ・アメリカ ビッグシティチアー、ナショナルホッケーリーグ、KFC ザ・カーネルズ・トリップ・トゥ・ニューヨーク、メキシコのアボカド、スプラウト フリー・トゥ・プレイ、ビルド・ア・ベア・ワークショップ ディスカバー・アドベンチャー、オーシャン・スプレイ クランベリー・コオペラティブ、ホールマーク・チャンネル ハートワーミング・ホリデー・カウントダウン
- 2014: クラッカー・ジャック アット・ザ・ボールゲーム、ゴールディブロックス ガールパワー・スピニング・マシーン、パイレーツ・ブーティ トレジャーハント、米中友好協会 ビューティ・オブ・ベイジン
- 2013: リンツ・チョコレート、ロイヤル・カリビアン・インターナショナル ウィンドウ・トゥ・ザ・ワールド・アット・シー、ドレイクス アンクル・サム・ハット、シーワールド シー・オブ・サプライゼス、ヴァイキング・コンフェッティ・カタパルト、シルク・ドゥ・ソレイユ ドリームシーカー
- 2012: スプラウト デイタイム・プレイタイム・ナイトタイム・トゥー、ゴールドフィッシュ・オン・パレード、ギブソン・ギター・コーポレーション ミュージック・イズ・アワ・ライフ、パパ・スマーフ、第75回記念マーチ・マッドネス、スウィート・センセーション、ティーンエイジ・ミュータント・ニンジャ・タートルズ [12]
- 2011: ユニバーサル・オーランド・リゾートのP・B・ポーラーベア、チュニヴァース、NHLフローズン・フォール・ファン
- 2010: マウント・ラシュモア アメリカン・プライド、モートン・ソルト ホーム・ベイクド・グッドネス、ドーラのクリスマス・キャロル大冒険、 ホームウッド・スイーツ オン・ザ・ロール・アゲイン、オフィス・マックス エルブス・レイズ・ザ・ルーフ、怪盗グルーの月泥棒、ポケットモンスター ブラック・ホワイトのレシラムとゼクロム
- 2009: ハンバーガー・ヘルパー  ローカル・ヒーローズ・ヘルピング・エブリデー、サンタのそり (第3版)、ヨー・ガッバ・ガッバ! パーティ・イン・マイ・シティ
- 2008: ボルト、マイ・プリンセス・アカデミー: キャッスル・オブ・ドリームズ、グウェン・ステファニーの原宿ラバーズ、オネイダ・インディアン・ネイション トゥルー・スピリット・オブ・サンクスギヴィング、ミュージカル・イノベーション: ビッガー・ザン・ライフ、ジミー・ディーン シャイン・オン、スマーフのマッシュルーム・ハウス、オーシャン・スプレイ ウッドランド・ファミリー・ギャザリング
- 2007: ケアベア・ウィンター・ファンダーランド、インターナショナル・セレベアレーション・クロックタワー、M&M'sチョコレート・キャンディーズ・オン・ブロードウェイ、ミュージック・ビッガー・ザン・ライフ、島のプリンセス バービー、フェッチ! with ラフ・ラフマン
- 2006: バービー & 12人のダンシング・プリンセス、ドゥードゥルバグ、フォスターズ・ホーム、マザー・グース、グリーンドッグ スペース・ステーション・ディスカヴァリー、スヌーピーの犬小屋、ヒストリー・チャンネル ニューヨーク・ティントイ
- 2005: ジョージア＝パシフィック クレイジー・クリッターズ、フィッシャープライス マジック・オブ・チャイルドフッド、バービーの王女と村娘、NFLクラシック、ポーラー・エクスプレス、ディズニー・パークス・マジック、ピルズベリー（英語版）
- 2004: 123 セサミストリート、ロイヤル・カリビアン・インターナショナル ヴォヤージュ・トゥ・アドヴェンチャー、スピリット・オブ・アメリカ・ペップ・ラリー
- 2003: ヘス・コーポレーション ブリッジ・トゥ・ザ・フューチャー、アミカ・ミューチュアル・インシュランス アメリカン・クラシック・マルトショップ、USポスタルサービス アメリカン・イーグル、チューテンスタイン
- 2002: バーニーのプレイタイム・イン・ザ・パーク、ザ・ハーシー・カンパニー キッズ・キャンディ・クリエーション、マリオン・キャロル・ショーボート、レゴ カルーセル・オブ・イマジネーション
- 1999: バーニーの『ナイト・ビフォア・クリスマス』
- 1998: バーニーのジンジャーブレッド・ハウス、セサミストリート
- 1996: 101、アニマルプラネット
- 1991: ロック・ア・ドゥードゥル
- 1987: マーベル・コミック
- 1985: マスターズ・オブ・ザ・ユニバース、魔法少女レインボーブライト
- 1984: フラグルロック
- 1974: セサミストリート
- 1971: トム・ターキー
- 不明: ホリデイ・ビート、デルタ・エアラインズ クリスマス・イン・セントラル・パーク、ニューヨーク・デイリー・ニューズ ビッグ・アップル、メイシーズ ギフト・オブ・フリーダム (自由の女神)

## 出演者
バルーンやフロートだけでなく、ライヴ・ミュージックやパフォーマンスが行なわれる。全米各地の大学や高等学校のマーチングバンドや著名な歌手やバンドも出演する。伝統的なラジオシティ・Rockettesや、全米各地の高等学校から全米チアリーダー協会により選ばれたチアリーダー、ダンサーも登場する。サンタクロースが登場するとクリスマス・シーズンの幕開けとなる。
ブロードウェイと34番街にあるメイシーズの旗艦店前からNBCの中継が行なわれ、マーチングバンドなどがここでライヴ演奏をする。しかし多くの『ライヴ』演奏は、演奏者が主にフロート車の上におりワイヤレス・マイクで音を完全に拾うことが技術上難しいため、録音された口パクである。フロート上の演奏者のNBC社のマイクはほとんど機能しない。

### 主な出演者
- 2012: カリーム・アブドゥル＝ジャバー, トレイス・アドキンス, フロー・ライダー, ビッグ・アップル・サーカス, コルビー・キャレイ, テレサ・キャスティロ, レイチェル・クロウ, タイザ・ディフォエ, 『レイト・ナイト・ウィズ・ジミー・ファロン』出演者, ウーピー・ゴールドバーグ, クリス・アイザック, カーリー・レイ・ジェプセン, カーミン, クリスチャン・レイトナー, サンドラ・リー, マンハイム・スティームローラー, ジェネット・マッカーディ, ドン・マクリーン, ミーガン・アンド・リズ, オリヴィア・カルポ, 『セサミストリート』出演者, ネオン・トゥリーズ, 『パワーレンジャー・メガフォース』出演者, コーディー・シンプソン, ギャビー・ダグラス, マッケイラ・マロニー, アリー・レイズマン, カイラ・ロス, ジョーダン・ウィーバー, PS22・コーラス, ザ・ウォンテッド, ジオフリー・ザカリアン, キッズ・バップ[12]
- 2011: 『スパイダーマン: ターン・オフ・ザ・ダーク』出演者, ロドニー・アトキンス, ビッグ・アップル・サーカス, メアリー・J. ブライジ, コブラ・スターシップ, ニール・ダイアモンド, マイケル・ファインスタイン, ザ・フレッシュ・ビート・バンド, シーロー・グリーン, アヴリル・ラヴィーン, シェルビー・リン, マンハイム・スティームローラー, チャイナ・アン・マクレイン, スコッティ・マクリリー, イングリッド・ミケルソン, 『セサミストリート』出演者およびマペット, サヴァンナ・オウテン, パワーレンジャー・サムライ, ダニエル・ラドクリフ, ミス・アメリカ・2011テレサ・スキャンラン, ウィラード・スコット, サラ・スミスソン, ストレイト・ノー・チェイサー, アメリカ海軍兵学校グリー・クラブ, ジョニー・ウィアー, ゼンデイヤ, ニコロデオン出演者
- 2010: カイリー・ミノーグ, キャリー・アンダーウッド, カニエ・ウェスト, ジェシカ・シンプソン, グラディス・ナイト, インディア・アリー, ビッグ・タイム・ラッシュ, ビッグ・アップル・サーカス, アーロ・ガスリー, ベティ・バックリー, アン・ハンプトン・キャラウェイ, ミランダ・コスグローヴ, イザベラ・コリンズ, グロリアーナ, マイケル・グリム, フアネス, ケリー・ヒルソン, エリック・ハッチンソン, ヴィクトリア・ジャスティス, マンハイム・スティームローラー, 『レイト・ナイト・ウィズ・ジミー・ファロン』出演者, 『セサミストリート』出演者およびマペット, カイル・スワン, リマ・ファキ, パワーレンジャー・サムライ, クリスタル・シャワンダ, ジョアン・リヴァーズ, メリッサ・リヴァーズ
- 2009: ティファニー・ソーントン, カーミット, キキ・パーマー, アンドレア・ボチェッリ, ベロ・ノック, ビッグ・アップル・サーカス, ボーイズ・ライク・ガールズ, アラン・カミング, ビリー・カーリントン, 『ヨー・ガッバ・ガッバ!』出演者, ザ・ルーツ, ジミー・ファロン, グロリア・ゲイナー, エミリー・ヒューズ, ジェーン・クラコウスキー, キャサリン・マクフィー, 『セサミストリート』出演者, ミッチェル・ムッソ, ピッツァレリ・カルテット, ジェイ・ショーン, ジギー・マーリー, カーリー・サイモン
- 2008: クリスティン・チェノウェス, ダリアス・ラッカー, ジェームス・テイラー, シャリース・ペンペンコ, ミランダ・コスグローヴ, マイリー・サイラス, デヴィッド・アーチュレッタ, ションテル, イディナ・メンゼル, リック・アストリー (パレード内のリックロールとして), アシャンティ, トニー・ベネット, ハリー・コニック・ジュニア, フェイス・ヒル, ビヨンセ, プッシュ・プレイ, クリック・ガールズ
- 2007: アシュレイ・ティスデイル, ビンディ・アーウィン, テリー・アーウィン, コービン・ブルー, ドリー・パートン, グッド・シャーロット, ジョナス・ブラザーズ, ライフハウス, メヌード, ニーヨ, ニッキー・ブロンスキー, サラ・ブライトマン, ジョナサン・グロフ, リア・ミシェル, ワイノナ・ジャッド, ジョーダン・スパークス
- 2006: ジュリー・アンドリュース, ローリー・バークナー, クリス・ブラウン, シャイアン族, シアラ, マイリー・サイラス, ダイアナ・デガルモ, グロリア・エステファン, ルネ・フレミング, ビッグ・アップル・サーカス, ナタリー・グラント, ダリル・ホール&ジョン・オーツ, 『ハイスクール・ミュージカル』出演者, ジョナス・ブラザーズ, ジョシュ・ケリー, ダーレン・ラヴ, バリー・マニロウ, サラ・マクラクラン, タラ・コナー, サンディ・パティ, ジョン・タルタリア, アリ・ラーター, デニス・ヴァン・オウテン, コニー・ブリットン
- 2005: エイドリアン・ブロディ, ハリー・コニック・ジュニア, リアン・ライムス, キャリー・アンダーウッド, ザ・ビーチ・ボーイズ, アーロン・ネヴィル, ブライアン・マックナイト, クリスティン・チェノウェス, リタ・クーリッジ, マイケル・ファインスタイン
- 2004: ベアネイキッド・レディース, ファンタジア・バリノ, アンドレア・ボチェッリ, ライアン・カブレラ, ピーター・セテラ, ギャヴィン・デグロウ, ホセ・フェリシアーノ, タミラ・グレイ, ニナ・スカイ, レイヴァン・シモーヌ, ブルック・シールズ, ジェフ・ティモンズ, ヘイリー・ウェステンラ
- 2003: ヒラリー・ダフ, ケリー・クラークソン, マイケル・ボルトン, クレイ・エイケン, クリスティン・チェノウェス, ルーベン・スタッダード, クール・アンド・ザ・ギャング, ステイシー・オリコ, イディナ・メンゼル

### ブロードウェイ・ショー
毎年ブロードウェイ作品（通常その年に初演された作品）の出演者がパレードか、パレード直前に行なわれるメイシーズ前の特設ステージに出演し、ショーの一部を再現する。2007年のパレードは映画技術者労働組合のストライキの最中に行なわれたため、『キューティ・ブロンド』はこの影響を受けて、仮の小道具を使い、作品名入りTシャツを着用し、舞台装置なしで行なわれた。同年の他の3作品には特に影響はなかった。
- 2012: アニー, チアーズ!, エルフ 〜サンタの国からやってきた〜, シンデレラ, Nice Work If You Can Get It [12]
- 2011: スパイダーマン: ターン・オフ・ザ・ダーク, プリシラ, ハウ・トゥー・サクシード, 天使にラブ・ソングを…, ニュージーズ
- 2010: Memphis, アメリカン・イディオット, エルフ 〜サンタの国からやってきた〜, Million Dollar Quartet
- 2009: リトル・ダンサー, Bye, Bye Birdie, ヘアー, シュレック
- 2008: ホワイト・クリスマス, In the Heights, 南太平洋, リトル・マーメイド
- 2007: キューティ・ブロンド, メリー・ポピンズ, ヤング・フランケンシュタイン, ザナドゥ
- 2006: コーラスライン, グリンチ, カラーパープル, スパマロット
- 2005: チキ・チキ・バン・バン, ペテン師と詐欺師, Jersey Boys, カビリアの夜
- 2004: Bombay Dreams, All Shook Up, ラ・カージュ・オ・フォール, ワンダフル・タウン, グッド・ヴァイブレーション
- 2003: ウィキッド, The Boy From Oz, リトル・ショップ・オブ・ホラーズ, ネヴァー・ゴナ・ダンス
- 2002: ヘアスプレー, オクラホマ!, プロデューサーズ, モダン・ミリー
- 2001: マンマ・ミーア!, 四十二番街, Thou Shalt Not, コンタクト
- 2000: The Music Man, Seussical, Swing, アニーよ銃をとれ
- 1999: サタデー・ナイト・フィーバー, フォッシー, Swing, キス・ミー・ケイト
- 1998: キャバレー, フットルース, スカーレット・ピンパーネル, アニーよ銃をとれ,  ピーター・パン
- 1995: ハウ・トゥー・サクシード, Smokey Joe's Cafe
- 1994: 美女と野獣, グリース, ショウボート
- 1993: The Who's Tommy
- 1992: ガイズ&ドールズ
- 1989: 若草の頃
- 1984: The Tap Dance Kid
- 1980: The Pirates of Penzance

ブロードウェイ作品だけでなく、1957年より毎年ザ・ロケッツがパレード直前に行なわれる特設ステージ・パフォーマンスの最終出演者として登場している。

### スペシャル・ゲスト
アメリカ同時多発テロ事件10周年として、この事件の犠牲者の世界中の家族を長期間でサポートするチューズデイズ・チルドレンから招待された家族達が、NBCのアル・ロカーと共にテープ・カットを行い、パレードの代表のエイミー・クールと共に先頭を歩いた。

## テレビ中継
毎年4,400万人以上がこのパレードをテレビで視聴。1939年、ローカル放送開始。1940年か1941年からテレビ放送が中止されたが、戦後1945年にパレードが再開されると同時にローカル放送再開。1948年、CBSで全米放送が開始されてから毎年全米で放送されるようになった。1952年からNBCが公式放送局となったがタイムズスクエアにスタジオのあるCBSは非公式で『The Thanksgiving Day Parade on CBS 』として放送を続けた。パレード実行委員会は公式放送局を承認することができるようになったが、スポーツなど他のイベントにはその権限はなかった。パレードのルートはCBSのスタジオを避けるようになったため、CBSが放送を続けるには困難になったが、それでもずっと同様に放送を企画。
CBSはこれに関ししばしば批判してきた。2002年まで長年、1ヶ月後に録画放送をしてきた。その後はパレードの代わりにCBSのアナウンサーが著名なゲストにインタビューする番組を放送。タイムズスクエア近くのハードロックカフェから放送しており、パレードと関わりを持つことが難しくなった。2006年にローズ・パレードの放送から手を引いてからCBSが放送する唯一のパレードとなっていた。またパレードの合間にブロードウェイ・ミュージカルのパフォーマンスも放送。
最初のテレビ放送はたった1時間であった。1961年、2時間放送に拡大し、1962年から1964年までは一旦90分間に短縮され、1965年にまた2時間に戻り、1965年には3時間のパレード全てが放送されるようになった。1960年からカラー放送。アメリカには4つの標準時があるが、NBCは録画放送でどこの標準時でも午前9時から12時まで放送されるようにしている。CBSの非公式放送は生中継をしていたため、場所によっては公式放送の3時間前に見ることができた。
1962年から1971年までNBCの放送は当時『ボナンザ』に出演していたローン・グリーンとベティ・ホワイトが司会。1971年、エド・マクマホンが加わり、その後1982年までマクマホンの司会が続いた。1982年から1987年はブライアント・ガンベル、1987年から1997年は『トゥデイ』のウィラード・スコットが司会。この間、メアリー・ハート、サンディ・ダンカン、デボラ・ノーヴィル、ケイティ・クーリックが共同司会を務め、80年代初頭から1994年頃までディック・シュナイダーがプロデュース兼演出、1994年頃からブラッド・ラクマン製作総指揮、ビル・ブラッケンプロデュース、ゲイリー・ハーヴァーソン演出で番組が製作された。近年『トゥデイ』のアンカーマット・ロウアー、メレディス・ヴィエイラ、アン・カリー、サヴァンナ・ガスリーにより司会が行なわれ、アナウンサーとしてドン・パルドが参加し、その後ウィラード・スコットが司会の10年間で唯一の女性アナウンサーリンダ・ロペスが参加し、1994年頃から『レイト・ナイト・ウィズ・コナン・オブライエン』で有名なジョエル・ゴダードがアナウンサーとして参加。2011年、『トゥデイ』のアナウンサーのレ・マーシャクが後を引き継いだ。テレビ放送の音楽監督はベテラン作曲家、編曲家のミルトン デラッグが担当。第85回記念パレードの特別番組が11月24日午後10時から『トゥデイ』のマット・ロウアーが司会で放送されることがNBCより発表された。
CBSの放送は元々ディズニーランド(後にテネシー州ナッシュビルのオープリーランドUSAに交代しさらにフロリダ州マイアミビーチに交代)のパレード、トロント・サンタ・クロース・パレード、2ヶ月前に撮影されたホノルルのアロハ・フローラル・パレードのシーンを映す『All-American Thanksgiving Day Parade 』の一部として放送された。2004年、CBSはメイシーズのパレードのみを放送しようとしたが、公式放映権がないため『メイシーズ』の名前を使うことができなかった。放映権の都合上、当日はブロードウェイや音楽での出演者はNBCにのみ出演できたため、CBSはパレード使用場面とは違う場面のブロードウェイ作品など事前に収録したものを放送することとなった。
1997年、MTVのゲスト・リポーターBEAVIS AND BUTT-HEADと司会のカート・ロダーはパレードと感謝祭の様子を実況中継した。この特別番組『Beavis and Butt-head Do Thanksgiving 』にはBEAVIS AND BUTT-HEADのバルーンも登場した。このバルーンはパレードには参加しなかったがパレード沿いのビルの屋上に置かれた。
2008年、第42回スーパーボウルでコカ・コーラのCGIコマーシャルが全米に放送された。このコマーシャルの内容は、ニューヨーク市内でウルトラわんちゃんとステューウィー・グリフィンのバルーンがコカ・コーラのビンの形のバルーンと競争し、最後にはチャーリー・ブラウンがコカ・コーラのバルーンを掴む。同年フランスカンヌで行なわれたカンヌ国際広告祭で銀獅子賞を受賞し、2008年10月のメイシーズのコマーシャルには『三十四丁目の奇蹟』、『アイ・ラブ・ルーシー』、『となりのサインフェルド』などメイシーズが登場する映像と共に、このグリフィンのバルーンの映ったコマーシャルが使用された。このコマーシャルはグリフィンが登場する『ファミリー・ガイ』のエピソード『Thanksgiving 』で言及され、ステューウィーはこのパレードではバルーンでのみ登場する。
ラジオではWINS (1010 kHz)で放送される。ニュース放送局として、ニュース以外で放送される数少ない機会の一つである。

## パレード・ルート
パレードはニューヨーク市の五区の1つ、マンハッタンで行なわれる。当初はハーレムの145番街からスタートして6マイル (9.7 km)パレードし、ヘラルド・スクエアで終わっていた。
1930年代、セント・ジョン・ディバイン大聖堂近く、110番街とアムステルダム通りの辺りでバルーンを形成していた。アムステルダム通り南をスタートし、106番街で東に曲がる。コロンバス通りで9番街の地下鉄の高架の下を通るためにバルーンを下げなくてはならなかった。その後106番街を通りセントラル・パーク西に向かい南に曲がってメイシーズの店舗で終了した。
2009年、新しいルートが作成された。77番街とセントラル・パーク西からセントラル・パーク沿いに南のコロンバス・サークルに向かい、東のセントラル・パーク南に沿って進む。7番街で右折し、南のタイムズ・スクエアに向かう。42番街で左折し東に向かい、6番街で右折しブライアント・パークで再度右折。6番街で南に向かい34番街のヘラルド・スクエアで右折し西に向かい7番街で終了。2009年のこのルート変更により、これまで何十年も通ってきたブロードウェイを全く通らないものとなった。ニューヨーク市はこの新しいルートについて、パレードと観客のためのより広いスペースを確保するためとした。他の理由としてブロードウェイからタイムズ・スクエアに向けて歩行者専用ゾーンの計画があったためとされる。2012年、更なる新しいルートが開始された。2009年以降のルートと似ているが、タイムズ・スクエア・ビジネス改善地区やブロードウェイ劇場オーナーなどの団体による抗議によりタイムズ・スクエアを全く通らず6番街に進路変更した。NBCの独占放映権により、タイムズ・スクエアにスタジオのあるCBSからパレードを遠ざけるものとなった。
コロンバス・サークルは平坦で強風のためバルーンがうまく機能しないため、ここからの観覧は勧められない。
ニューヨーク市は、この新しいルートは信号など障害となる可能性のあるものを避けるものだとしている。

## ポップ・カルチャー
『となりのサインフェルド』のエピソード『The Mom & Pop Store 』で、エレインが上司のピットからウッディー・ウッドペッカーのバルーンを持つ権利を得る。
『フレンズ』で最初に感謝祭のエピソードが放送された時、同年パレードに登場しなかったウルトラわんちゃんのバルーンが番組内に登場した。

## メイシーズ・ホリデイ・パレード
2001年からメイシーズ・スタジオはNBCユニバーサル所有のユニバーサル・オーランド・リゾートと提携し、ニューヨーク州からフロリダ州までホリデイ・シーズンごとにバルーンやフロートを送る。パレードには欠かせないサンタクロースのフロートを含め、毎日行なわれる。オーランド地域で集められたパフォーマーは道化師などに扮し、ゲストにバルーンを持たせたりする。

## 事故および負傷者
- 1927年、フィリックス・ザ・キャットのバルーンが電線に引っ掛かり火災が発生。消火されたがバルーンはパレードから除かれた。
- 1957年、ポパイのバルーンの帽子部分が豪雨で水が溜まり、バランスを崩して観客に水がかかった。
- 1982年、ブルウィンクルのバルーンが飛び跳ね、ゴールから数ブロック前で中身が漏れた[29]。
- 1985年、カーミットのバルーンが腹部で避けたが、負傷者なし。
- 1986年、ラガディ・アンのバルーンが街灯柱にぶつかり、街灯が落ちた。同年スーパーマンのバルーンの腕が木によって切れた。負傷者なし[30]。
- 1993年、レックスのバルーンが強風に煽られ街灯に当たり、ソニック・ザ・ヘッジホッグのバルーンもコロンバス・サークルの街灯に当たり、非番の警察官が負傷した[31]。
- 1994年、バーニーのバルーンが街灯で避けたが負傷者なし[30]。
- 1995年、先頭のダドリー・ザ・ドラゴンのバルーンが街灯に刺さってしぼみ、ガラスの破片が観客にかかった[30]。
- 1997年、ハットしてキャットのバルーンが強風に煽られ街灯にぶつかった[32]。破片がパレード参加者に当たり、頭蓋骨骨折で1ヶ月昏睡状態となった。翌年からサイズが規制され、今回のような大きなバルーンは避けられるようになった[33]。ニューヨーク市警の要請で強風による被害を避けるためバーニーとピンク・パンサーのバルーンはしぼまされた。後者による負傷者はなし[30]。

- 2000年、ロッキー & ブルウィンクルのロッキーのバルーンはしぼんで登場できなかった。
- 2005年、M&M'sのバルーンがタイムズ・スクエアの街灯に当たった。2人の姉妹が破片に当たり、軽傷を負った。これにより新しい規制ができ[34]、翌2006年から適用され、雨や強風の際はバルーンを低くすることになった。M&M'sのバルーンは2006年でリタイアし、M&M'sはブロードウェイ劇場およびミュージカルのフロートとして登場するようになった。
- 2008年、キース・ヘリングにインスパイアされたバルーンがNBCの放送席に当たり、直るまで放送を外れた。
- 2010年、スポンジ・ボブのバルーンが強風に煽られ街灯に当たったが負傷者なし。
- 2011年、クール・エイド・マンのバルーンがしぼんでひっくり返った。
- 2012年、バズ・ライトイヤーのバルーンのヘルメット部分に大きな穴が開いたところを、川の近くでテレビに収録された。スポンジ・ボブのバルーンは中から穴が開きうまく膨らまなかった。ピカチュウのバルーンの耳の部分が膨らまなかった。

## ヘリウム不足
2006年、世界規模のヘリウム不足によりバルーンの数を減らした。実行委員会はバルーンを使用しないことも考慮したが、市民の要望により規模を縮小しての開催となった。